# Soaring Through a Dream
Soaring Through a Dream – album studyjny amerykańskiego gitarzysty jazzowego Ala Di Meoli, wydany w 1985 roku nakładem wytwórni płytowej Manhattan Records. To ósma płyta studyjna w dorobku solowym muzyka, a pierwsza nagrana przez założoną przez niego w 1985 roku formację Al Di Meola Project.

## Lista utworów
Opracowano na podstawie materiału źródłowego.
| 1. | "Capoeira" (Al Di Meola, Airto Moreira)       | 9:21  |
|    |                                               |       |
| 2. | "Traces (of a Tear)" (Di Meola)               | 9:00  |
|    |                                               |       |
| 3. | "Broken Heart" (Di Meola)                     | 5:00  |
|    |                                               |       |
| 4. | "July" (Di Meola)                             | 5:25  |
|    |                                               |       |
| 5. | "Marina" (Di Meola, Moreira)                  | 4:45  |
|    |                                               |       |
| 6. | "Soaring Through a Dream" (Di Meola, Moreira) | 12:26 |
|    |                                               |       |
|    |                                               | 45:57 |
|    |                                               |       |

## Twórcy
Opracowano na podstawie materiału źródłowego.
Muzycy:
- Al Di Meola – gitary
- Airto Moreira – instrumenty perkusyjne, śpiew
- Danny Gottlieb – perkusja
- Chip Jackson – gitara basowa
- Phil Markowitz – keyboardy, fortepian

Produkcja:
- Al Di Meola – produkcja muzyczna
- David Baker – produkcja muzyczna, inżynieria dźwięku
- John Cerullo - produkcja wykonawcza
- Bob Ludwig – mastering